# Илхам Алиев
Илхам Хейдароглу Алиев (на азербайджански: İlham Əliyev, роден на 24 декември 1961, в Баку) е азербайджански политик, четвърти и настоящ президент на Азербайджан, който е на поста на президент от 2003. Той също така изпълнява функциите на председател на партията „Нов Азербайджан“ и ръководител на „Националния олимпийски комитет“. За кратко време е министър-председател на Азербайджан през периода август-ноември 2003.
Освен родния си азербайджански, той владее английски, френски, руски и турски език.
Син е на Хейдар Алиев, дългогодишен първи секретар на Комунистическата партия на Азербайджан (1969 – 1982) и президент на страната през периода 1993 – 2003 и Зарифа Алиева, която е офталмолог.

## Ранни години
Илхам Алиев е роден на 24 декември 1961 г. в гр. Баку. Дядо му Азис Алиев също е бил политик. Завършва средно училище в Баку между 1967 и 1977 г., а през 1977 Алиев е приет в „Московски държавен институт по международни отношения“ (МГИМО) и през 1982 продължава своето обучение като докторант. През 1985 г. получава докторска степен по история, а през 1985 – 1990 е преподавател в Московския държавен университет. Като автор на няколко произведения, отнасящи се за геополитическите аспекти на петролната стратегия на модерен Азербайджан, Алиев получава научна степен „Доктор на политическите науки“.
От 1991 г. до 1994 г. той ръководи група от частни промишлени и търговски предприятия.
През периода 1994 – 2003 г. Алиев е вицепрезидент и по-късно първи заместник-председател на Държавната петролна компания на Република Азербайджан (SOCAR). Той участва активно в изпълнението на петролната стратегия на Хейдар Алиев. Автор на многобройни научни разработки по геополитическите аспекти на петролната стратегия на суверенния Азербайджан.
От 1997 г. Алиев е президент на Националния олимпийски комитет на Азербайджан. За приноса си за развитието на спортното и олимпийското движение той е награден с най-високия приз на Международния олимпийски комитет и Ордена за заслуги на Гранд Кордон на Международния съвет за военни спортове.

## Семейство
Илхам Алиев се жени за Мехрибан Алиева на 22 януари 1983 г. Те имат три деца: Лейла, Арзу и Хейдар и пет внучета. Също така има и по-голяма сестра, Севил Алиева.
На 21 февруари 2017 г. съпругата му Мехрибан Алиева става първият вицепрезидент на Азербайджан, избрана на този пост еднолично от президента.

## Политическа кариера

### Начало на политическата кариера
През май 1994 година, Илхам Алиев е назначен като заместник-председател на „Държавната петролна компания на Азербайджан“ (SOCAR). Той изиграва ключова роля по време на преговорите между правителството на Азербайджан и западните петролни компании по време на сключването на нови договори, известни в наши дни като „Договор на века“. В следващата година Алиев е избран за член на „Народното събрание на Азербайджан“, и по късно става президент на Националния олимпийски комитет, както и председател на азербайджанската делегация в Европейския съвет. От 2001 до 2003 г. Алиев бе избран за ръководител на делегацията на Азербайджан в Парламентарната асамблея на Съвета на Европа (ПАСЕ). След това през януари 2003 г. е избран за заместник-председател и член на Бюрото на ПАСЕ.През април 2004 г. г-н Алиев получава медал и диплома на почетен член на ПАСЕ за активното му участие в събитията на ПАСЕ и ангажираност към европейските ценности. През август 2003 г., два месеца преди президентските избори, той бе назначен за министър-председател. През октомври, Хейдар Алиев, по здравословни причини, се оттегля от поста си на президент и с дързък ход назначава сина си като независим и единствен кандидат за президент на неговата партия.

#### Изборите през 2003 г.
На официалните избори проведени на 15 октомври 2003, Илхам Алиев побеждава със 76,84% от гласовете.

#### Изборите през 2008 г.
През 2008 г. Илхам Алиев е преизбран с 87% от гласовете. Общо седем кандидати, допуснати да се кандидатират на изборите, трябваше да съберат 40 000 подписа на гласоподавателите. Според доклада на Делегацията за наблюдение на избори от Европейския парламент изборите са се провели, без да се съобщава за размирици и няколко малки изборни спречквания. Докладът също така подчертава многобройните реформи на избирателния кодекс в съответствие с изискванията и стандартите на ОССЕ и Съвета на Европа, които включват записването на гласоподавателите, по-голямата прозрачност на избирателните списъци и забраната за намеса на правителството в изборния процес. Родната опозиция обаче отказва да приеме резултатите от гласуването и организира масови протести. Мотиви за протестите са обвинения в корупция и искания за повторни избори. Изборите получават строга критика от страна на международното общество, голяма част от наблюдателите отбелязват, че те не отговарят на международните стандарти, тъй като са придружени от подкупване и сплашване на гласоподавателите и множество законови нарушения на избирателния процес. OSCE (ММНИ) – (Международната мисия за наблюдение на изборите) констатира редица нарушения в преброяването и групирането на гласовете. Организацията за защита на човешките права подава оплакване, че предизборната кампания на Алиев е подпомогната от държавни ресурси и в „Централната избирателна комисия“ и „Местните избирателни комисии“ участват главно негови поддръжници и не се допуска участието на местни неправителствени организации в мониторинга на избирателния процес.
По време на президентските избори през 2008 г. наблюдателите на ПАСЕ включиха голяма група от чернокожи депутати от Азербайджан. Вариантът на изявлението за изборите, подготвен от ръководителя на групата наблюдатели Андреас Херкел, съдържащ критични забележки, се изправи срещу отхвърлянето на про-азербайджанската група, състояща се от Майкъл Хенкок, Едуард Линтър и Пол Вил. Херкел беше принуден да обяви оставката си, ако критиката не се включи в изявлението. По време на референдума, който вдигна границите на броя на президентските клаузи за Илхам Алиев, четирима депутати от ПАСЕ – Едуард Литнър, Пол Вил, Хаки Кескин и Педро Агрантун оценяват референдума като прогрес на демокрацията. В конституционния референдум през 2009 г. бяха прекратени сроковете за председателството. Опозицията заяви, че това е нарушение на азербайджанската конституция и Европейската конвенция за правата на човека. Европейската комисия заяви, че стъпката „сигнализира за сериозен неуспех“.

#### Изборите през 2013 г.
На президентските избори през 2013 г., проведени на 9 октомври, Алиев печели с 85% от гласовете, като по този начин си осигурява трети петгодишен мандат. Делегациите на Парламентарната асамблея на Съвета на Европа и Европейския парламент за наблюдение на избори направиха съвместно изявление, че са наблюдавали свободен, справедлив и прозрачен избирателен процес, като изборните процедури са извършени по професионален начин и не са били свидетели на доказателства за сплашване срещу гласоподавателите, и не вижда никакви признаци на пропагандни материали за кампанията близо до избирателните секции. Един ден преди началото на гласуването, Централната избирателна комисия направи тестване на новото си приложение за смартфони, което предизвика известно объркване по отношение на резултатите от изборите. По-късно Централната избирателна комисия заяви, че резултатите са били резултатите от изборите през 2008 г., но избраните кандидати са от гласуването през 2013 г. Основните съперници на Алиев по време на изборите бяха Джамил Хасани и Игал Агазад. През 2013 г. „Амнести интернешънъл“ призовава западните лидери да представят позицията си на затворник, който официално беше обвинен в укриване на данъци и незаконна стопанска дейност. Илхам Алиев е критикуван за нелибералното си управление и понякога Азербайджан е възприеман като една от корумпираните държави в Европа от анализатори и политически коментатори.
Наблюдатели от ОССЕ / СДИПЧ, ръководени от Тана де Зулуета, говориха за ограничения на свободата на словото по време на изборите, докато представители на Европейския парламент, начело с Пино Арлакчи, потвърждават свободни и честни избори. Европейският парламент и ПАСЕ издадоха съвместно изявление, в което високо оцениха изборите. Група наблюдатели от Камарата на представителите на САЩ призна и честни избори. Различните оценки за изборите довеждат до скандал. На 11 октомври представителят на Европейския съюз Катрин Аштън и еврокомисарят Стефан Фуле пренебрегнаха оценката на Европейския парламент, включително в изявлението си за резултатите от СДИПЧ. Комисията по външни отношения на ЕС обсъди доклада на Arlacchi. По време на дискусията представители на „зелените“ осъдиха доклада и казаха, че той дискредитира Европейския парламент. Ръководителят на фракцията на социалистите в ЕС заяви, че докладът на ПАСЕ изобщо не може да се счита за надежден. По-късно се оказа, че редица представители на ЕС пътуват неофициално в Азербайджан, а на монета на Азербайджанските организации, които „Европейският Глас“ счита за „глупост или корупция“, тези пътувания са означени като „избирателен туризъм“.
Държавният департамент на САЩ от своя страна дискредитира наблюдателите от Камарата на представителите, описвайки изборите като неотговарящи на международните стандарти и изразявайки солидарност към оценката на СДИПЧ.
Известният доклад на TI за световния барометър за корупцията (GCB) за 2013 г. показва, че 69% от анкетираните смятат, че усилията на правителството са ефективни в борбата с корупцията, а 71% от анкетираните са единодушни, че обикновен човек може да промени разликата в борбата срещу корупцията в Азербайджан. Правителството на Алиев официално твърди, че индексът на потребителските цени не отразява предприетите антикорупционни мерки в страната, като например индексът на потребителските цени е съставен от източници, които се основават на експертни мнения. Правителствени служители обаче твърдят, че подкрепят резултатите от GCB, като се има предвид, че резултатите от тях се основават на проучване на гражданите.
Според Транспарънси Интернешънъл прозрачността на Азербайджан оценява само 30 от индекса за възприемане на корупцията „Transparency International“, което е показател за сериозен проблем с корупцията. На 8 август 2017 г. Transparency Азербайджан обяви, че е намалила операциите си в столицата Баку, тъй като правителството няма да одобри разширяването на финансирането, тъй като то идва извън страната. Според „Трансперънси интернешънъл“ „Общата забрана за чужди безвъзмездни помощи доведе до спиране на гражданското общество в страната и предизвика опустошителен удар върху гражданските инициативи в целия регион“.
Службата на ASAN, създадена през 2008 г. с президентски указ, е международно призната за ролята си в премахването на корупцията в обществените услуги и получи наградата на Обединените нации за предоставяне на обществени услуги. ASAN Service се проучва и прилага от световните държави. Такива като Франция подписаха меморандум с Азербайджан, за да приложат практиката на ASAN Service (система за мобилна услуга) във Франция. Освен това по време на среща с пакистански делегация, пакистанската страна изрази интегрирането на модела на услугата ASAN и в областта на правителствените служби. Въз основа на концепцията за „служба ASAN“, правителството на Афганистан създаде център за обществени услуги „Асан Кхдмам“, който функционира под егидата на Министерството на финансите. „АСАН услуга“ се проучва и прилага от чужди страни, включително Албания, Италия, Естония, Северна Македония, Индонезия и др.

#### Партийна принадлежност и присъединяване към партията
През 1999 г. Илхам Алиев е избран за заместник-председател на управляващата партия „Нова Азербайджанска партия“ и през 2001 г. е избран за първи заместник-председател на Втория конгрес на партията. На третия конгрес на Нова Азербайджанска партия, състоял се на 26 март 2005 г., президентът Алиев и първият заместник на партията бяха единодушно избрани за поста председател на партията. Четвъртият и петият конгрес на партията, проведени през 2008 и 2013 г., единодушно подкрепиха номинацията му за следващия президентски мандат. По време на неговото председателство членството в партията се е увеличило до повече от 700 хиляди.

## Външна политика

### Отношения с ООН
Илхам Алиев посещава щабквартирата на ООН няколко пъти:за да присъства и да обсъди общите разисквания на 59-ата сесия на Общото събрание на ООН през септември 2004 г. НА 65-ата сесия през септември 2010 г. и на 72-рата сесия през септември 2017 г. По време на председателството на Илхам Алиев, Азербайджан беше избран за непостоянен член на Съвета за сигурност на ООН от групата на източноевропейските държави на 24 октомври 2011 г. за периода 2012 – 2013 г.
На 4 май 2012 г. Съветът за сигурност на ООН проведе среща на високо равнище за укрепване на международното сътрудничество в изпълнението на задълженията за борба с тероризма, ръководена от Илхам Алиев. По време на посещенията си в САЩ президентът Илхам Алиев се срещна с генералния секретар на ООН Кофи Анан на 24 септември 2004 г., на 4 май 2012 г. с Бан Ки Мун и на 20 септември 2017 г. с Антонио Гутърс в Ню Йорк. След президентството на Илхам Алиев, Азербайджан разработи и взаимоотношения със специализирани агенции и органи на Организацията на Обединените нации.
Страната беше избрана за член на ECOSOC за периода 2003 – 2005 г., 2017 – 2019 г. и Съвета на ООН по правата на човека за периода 2006 – 2009 г. Президентът Илхам Алиев одобри план за действие за страните-кандидатки за 2005 – 2009 г. между Азербайджан и УНИЦЕФ на 29 декември 2005 г.

### Отношения с ЕС
Илхам Алиев разширява сътрудничеството си с Европейския съюз (ЕС) след неговото председателство. Една година след президентството на Алиев, през 2004 г. Азербайджан като страна от Южен Кавказ е част от Европейската политика на съседство (ЕПС) на ЕС. Две години по-късно през 2006 г. Илхам Алиев от името на Азербайджан и Мати Ванханен, бивш председател на Европейския съвет, и Жозе Мануел Барозу, бивш председател на Комисията, подписаха от името на ЕС Меморандума за разбирателство относно стратегическото партньорство.
През 2009 г., когато ЕС стартира инициативата, Азербайджан е включен в политиката за Източно партньорство. След две години през 2011 г. Илхам Алиев и Жозе Мануел Барозу, бивш председател на Европейската комисия, сключиха съвместната декларация за Южния газов коридор.
Илхам Алиев потвърждава значението на Съвместната декларация в областта на енергийното сътрудничество между ЕС и Азербайджан по време на посещението си в Брюксел през 2013 г. със следните думи: „Разбира се, енергийното сътрудничество е един от най-важните компоненти на нашите отношения. Радвам се, че след подписването, заедно с председателя Барозу, на Декларацията за стратегическо сътрудничество в енергийния сектор в Баку в началото на 2011 г.“, понастоящем виждаме неговите практически резултати. Тази декларация е изиграла основна роля в осъществяването на газовия коридор.
На 6 февруари 2017 г. Алиев посещава Брюксел, столицата на ЕС, за двустранните и многостранните срещи. Той извърва официални посещения на върховния представител на ЕС по въпросите на външните работи и политиката на сигурност, заедно с председателя на Европейския съвет, председателя на Комисията и с комисаря по въпросите на енергетиката. След посещението на президента Алиев на 7 февруари 2017 г. започва и процесът на преговори за ново двустранно споразумение между Азербайджан и ЕС.

### Отношения с Франция
По време на срещата си с френски предприемачи през 12 – 15 март 2017 г. президентът Алиев прави официално посещение във Франция и се срещна с изпълнителни служители на международни компании SUEZ, DCNS, CIFAL, Space Systems в дивизията на отбранителната и космическата авиокомпания Airbus. На някои фирми в Нагорни Карабах е неприемливо и нарушава международните и националните закони. След посещението си Алиев се срещна с френския президент в Елисейския дворец. Френският президент Франсоа Оланд направи изявление в пресата, че статуквото в конфликта в Нагорни Карабах не е подходящ вариант и се надява, че може да има възобновяване на преговорите и той призова други съпредседатели на Минската група, Съединените щати и Русия, да допринесат за този процес.

### Отношения с Русия
Илхам Алиев многократно характеризира отношенията между Азербайджан и Русия като стратегическо партньорство. На 6 февруари 2004 г. Илхам Алиев и президентът на Русия Владимир Путин подписаха Московската декларация, в която се посочват принципите на отношенията между Азербайджан и Русия. На 11 август 2004 г. президентът Алиев прие Заповед за провеждане на „Година на Русия в Азербайджан“ през 2006 г. След решението на Русия да проведе „Година на Азербайджан в Русия“ през 2005 г. На 16 февруари 2005 г. Илхам Алиев направи работно посещение до Москва и участва в церемонията по откриването на годината на Азербайджан в Русия. Четири месеца по-късно, 14 – 15 юни 2005 г. – Илхам Алиев отново посети Русия и се срещна с руския президент Владимир Путин в рамките на деветия международен икономически форум. На 29 юни 2006 г. Илхам Алиев и Дмитрий Медведев, бивш президент на Руската федерация, сключиха съвместно изявление за Каспийско море.
На 1 ноември 2017 г. се провежда друга среща между Илхам Алиев и Владимир Путин в Техеран, столицата на Иран. Илхам Алиев оценява отношенията между двете страни със следните думи по време на среща със заместник-председателя на Съвета на федерацията на Русия и председател на Народното събрание на Дагестан: „При прегледа на дневния ред на нашите двустранни отношения на друга среща с руския президент Владимир Путин няма нито един въпрос, който да се нуждае от решение ... Разбира се, днес Русия и Азербайджан демонстрират добросъседство на високо равнище, партньорство и надеждни приятелски отношения“.
Илхам Алиев е изградил връзка с Руската православна църква. На 24 април 2010 г. президентът Алиев бе удостоен с Ордена на славата и честта, най-висше украшение на Руската православна църква, следвайки Орден „Св. Сергий Радонеж І клас“ в миналото. Ордена на Илхам Алиев, е връчен на патриарх Кирил и той бе удостоен с медал на „Шараф“ (чест) на Азербайджан през 2010 г.
По инициатива на президента Алиев за първи път тристранната среща на високо равнище между руски, ирански и азербайджански лидери се проведе за борба с тероризма, транснационалната организирана престъпност, контрабандата на оръжие и трафика на наркотици в региона. Президентите на Азербайджан, Иран и Русия, чрез тристранно подписана декларация, обещаха да развият стратегическия транснационален проект, Международния коридор за транспорт от север до юг, който ще тръгне от Индия чак до Санкт Петербург в Русия, осигурявайки по-бърза и по-евтина алтернатива на съществуващите морски маршрути. Предвижда се да се организира още една тристранна среща между лидерите на Азербайджан, Турция и Русия.

### Отношения с САЩ
Илхам Алиев се стреми да разшири отношенията си със САЩ. В този контекст той направи първото си официално посещение във Вашингтон по покана на тогавашния американски президент Джордж Буш на 25 – 28 април 2006 г. По време на срещата той обсъди въпросите на петролната и газова промишленост, регионалната и глобалната енергийна сигурност, транспорта и т.н. със своя американски колега.
На 24 септември 2010 г. Илхам Алиев се срещна с 44-тия американски президент Барак Обама в Ню Йорк, когато посети САЩ за 65-ата сесия на Общото събрание на ООН. Следващото официално посещение на Илхам Алиев в САЩ бе направено в рамките на Срещата за ядрена сигурност по покана на Барак Обама на 31 март – 1 април 2016 г. Илхам Алиев проведе двустранна среща с бившия вицепрезидент Джо Байдън. Страните обсъдиха борбата с тероризма и сътрудничеството в различни области. Джо Байдън подчерта важността на южния газов коридор за засилване на енергийната сигурност на Европа.
На 20 септември 2017 г. Илхам Алиев се срещна с американския президент Доналд Тръмп на срещата, организирана от него в рамките на 72-рата сесия на Общото събрание на ООН в Ню Йорк.
В писмото си до президента Илхам Алиев за откриването на 24-та годишна международна изложба и конференция за каспийски петрол и газ в Баку, Доналд Тръмп посочи, че САЩ са силно ангажирани с Южния газов коридор, който гарантира енергийната сигурност на Европа и оценява важната роля на Азербайджан в подкрепата тази глобална енергийна сигурност.

### Отношения с НАТО
Илхам Алиев разшири сътрудничеството на Азербайджан с НАТО, тъй като страната се присъедини към Индивидуалния план за партньорство през 2004 г., което позволява систематизиране на двустранни партньорства, както и координиране на сътрудничеството по всеки въпрос от взаимен интерес. Азербайджан е завършил документите на План за индивидуални партньорски действия (IPAP) между НАТО и Азербайджан за първия (2005 – 2007 г.), втори (2008 – 2010) и трети (2012 – 2013 г.) период. Илхам Алиев представи първият IPAP на Азербайджан пред НАТО в Брюксел на 19 май 2014 г.
Илхам Алиев посети Париж през май 2006 г. и присъства на пролетната сесия на Асамблеята на НАТО. През 2006 г. На 8 ноември, се среща с генералния секретар на НАТО Яп де Хоп Схефер в Брюксел. Илхам Алиев посещава Брюксел няколко пъти; той се среща двустранно с Яп де Хон Схефер на 29 април преди срещата на Северноатлантическия съвет. По време на посещението си в Брюксел през февруари 2012 г. Илхам Алиев бе посрещнат от генералния секретар на НАТО Андерс Фог Расмусен в щаба на НАТО и заедно обсъждат възможното бъдещо засилване на сътрудничеството между Азербайджан и НАТО. През 2014 г. отново президентът Алиев се среща с генералния секретар на НАТО и участва в срещата на Северноатлантическия съвет в рамките на работното си посещение в Брюксел.
Като президент на страната, участващ в ръководените от НАТО операции в Афганистан, Илхам Алиев участва по време на срещата на върха на НАТО в Чикаго през 2012 г. и срещата на високо равнище на НАТО в Уелс през септември 2014 г. Илхам Алиев участва в сесията за Афганистан в НАТО на Срещата на върха във Варшава през юли 2016 г. На 23 ноември 2017 г. президентът Илхам Алиев се срещна с генералния секретар на НАТО Джен Щтолтенберг в Брюксел. Те обсъждат партньорството между НАТО и Азербайджан и регионалната сигурност в Южен Кавказ. Генералният секретар също оценява приноса на Азербайджан в мисията на НАТО „Асистентска подкрепа“ в Афганистан.
Балансираната външнополитическа и регионална значимост на Азербайджан позволява на главните военни офицери от САЩ и Русия Джоузеф Дънфорд – председателят на Съвместните началници на персонала и Валери Герасимов – началник на Генералния щаб, да решат дали ще се съберат в Баку за сътрудничество.

### Отношения с Организацията за ислямско сътрудничество (OIC)
Илхам Алиев многократно е заявявал, че отношенията с Организацията за ислямско сътрудничество (OIC) са сред приоритетите на Азербайджан в областта на външната политика. По време на своето председателство Алиев се среща за първи път с генералния секретар на OIC в рамките на третата извънредна среща на високо равнище на МОК в град Мека през 2005 г. На 6 април 2015 г. той посещава седалището на IDC в Джада, Саудитска Арабия и се среща с генералния секретар на OIC. Илхам Алиев посрещна председателя на Младежкия форум за диалог и сътрудничество на Ислямската конференция през 2006 и 2007 г. в Баку. Той участва и в церемония по откриването на постоянното седалище на Младежкия форум за диалог и сътрудничество в Истанбул, Турция на 3 септември 2006 г.
След решението на Петата ислямска конференция на министрите на културата да обяви Баку за столица на ислямската култура за 2009 г., на 27 август 2008 г. Илхам Алиев прие орден за подготовка на Международния бакалавър на ислямската култура. Той подписа заповед за създаване на Организационен комитет за решението на Шестата ислямска министерска конференция на министрите за определяне на град Nakhchivan като столица на ислямската култура за 2018 г. На 26 – 27 април се проведе конференция 2017 г. на тема „Ролята на медиите в развитието на толерантността и взаимното разбирателство“ под егидата на президента Илхам Алиев в изпълнение на Декларацията от Баку, приета от външните министри на ОИК на 33-та сесия.

## Вътрешна политика

### Културна политика
Междукултурният диалог бе една от приоритетните области на културната политика на президента Алиев. През 2008 г. президентът Алиев стартира инициативата „Процес на Баку“ за насърчаване на междукултурния диалог на конференцията на министрите, отговарящи за културата, по темата „Междукултурният диалог като основа за мир и устойчиво развитие в Европа и съседните ѝ региони“. По време на 65-а сесия на Общото събрание на ООН (23 септември 2010 г. в Ню Йорк) президентът Алиев обявява намерението си да организира Световен форум за междукултурен диалог. Неговата инициатива беше подкрепена от международни организации като ЮНЕСКО, Алианса на цивилизациите на ООН, Световната организация по туризъм, Съвета на Европа, Центъра Север-Юг на Съвета на Европа, ИСЕСОС и др.. В Баку се провеждат четири световни форума за междукултурен диалог на високо равнище до 2017 г. Илхам Алиев, подписвайки съответното постановление, одобри „Концепцията за култура на Република Азербайджан“ на 14 февруари 2014 г. Три месеца по-късно, на 15 май 2014 г., той подписа Декрета за създаването на Международен център за мултикултурализъм в Баку. Той също така с указ на президента от 11 януари 2016 г. обяви в 2039 г. за „Годината на мултикултурализма“ в Азербайджан. Илхам Алиев характеризира толерантността и мултикултурализма като държавна политика и начин на живот в Азербайджан. Под негово ръководство Азербайджан бе домакин на седмия Глобален форум на Алианса на цивилизациите на Обединените нации (UNAOC) на тема „Живот заедно в приобщаващите общества, предизвикателство и цел“ на 25 – 27 април 2016 г.

### Научна политика
На 5 май 2004 г. президентът Илхам Алиев подписва заповед за създаване на Научен център „Азербайджанска национална енциклопедия“. Почти четири години по-късно, на 10 април 2008 г., той одобрява постановлението за създаване на Държавната комисия за реформа в науката. На 21 октомври 2009 г. Илхам Алиев подписа друга заповед за създаване на фондация за научно развитие под президента на Република Азербайджан. Почти четири месеца по-късно, на 19 февруари 2010 г., президентът Илхам Алиев одобрява Хартата на Фондацията за развитие на науката. На 14 януари 2016 г. с неговия указ Илхам Алиев създава Националната комисия на Република Азербайджан за Ислямска образователна, научна и културна организация. Той също така учреждава клон на Гана на Националната академия на науките в Азербайджан на 19 декември 2012 г. На 8 ноември 2016 г. президентът Алиев одобрява заповед за създаване на Високотехнологичен парк на Националната академия на науките в Азербайджан.

### Хуманитарна политика
Съгласно указанията на Илхам Алиев, Азербайджан изпраща хуманитарна помощ на Палестина, Непал, Джибути на 10 април 2017 г. и на бежанци от Рохингия на 8 септември 2017 г. На 27 февруари 2012 г. Владе Дивац, председател на Олимпийския комитет на Сърбия и основателят на „Фондация Ана и Владе Дивац“, връчиха на Илхам Алиев с международната награда „истински приятел на Балканите“ и предоставяне на хуманитарна помощ и политики сред други. Илхам Алиев съосновава Международния хуманитарен форум на Баку заедно с Владимир Путин. Той заедно с други високопоставени държавни и международни организации участват в церемониите за откриване и изнесените речи на първия, втория, третия, четвъртия и петия Международен форум за хуманитарни въпроси в Баку, проведени съответно през 2011, 2012, 2013, 2014 и 2016 г. Той оценява ролята на събитието в Международния хуманитарен форум в Баку със следните думи: „хуманитарните събития изпращат на света послание, че прогресивните представители на света трябва да обединяват усилията си още по-тясно ... Задълбочаването на международните хуманитарното сътрудничество може да предотврати негативните и да засили позитивните тенденции до известна степен.“

### Здравно-социална политика
Илхам Алиев инициира и подписа закони за „Държавната грижа за хората с диабет“ през 2003 г.; „Оборот на наркотични вещества, психотропни вещества и техните прекурсори“ през 2005 г.; „Фармацевтични продукти“ през 2006 г.; „Борба срещу болестта, причинена от вируса на човешката имунна недостатъчност“ през 2010 г.; „Държавна грижа за множествена склероза“ през 2012 г. Според Декрета на президента Илхам Алиев, на 27 декември 2007 г. е създадена Държавната агенция за задължително здравно осигуряване под ръководството на кабинета на министрите на Република Азербайджан. Концепцията за развитие на „Азербайджан 2020: визия за бъдещето“, която определя поддържането на висококачествени здравни услуги за населението като основна цел, е приета от президента Илхам Алиев на 29 декември 2012 г. През 2016 г., на 29 ноември, Илхам Алиев подписва указ за „Мерки за изпълнение на пилотен проект за прилагане на задължително здравно осигуряване в град Мингачевир и в район Евлак“, два региона на Азербайджан.

### Политика насочена към младежта
На 19 октомври 2006 г. президентът Илхам Алиев инициира и подписа заповедта за образование на азербайджанската младеж в чужбина, в която натоварва държавните органи да изготвят съответна държавна програма. Съответно на 16 април 2007 г. с негова наредба той приема Държавната програма за изучаване на азербайджанската младеж в чужди държави за периода 2007 – 2015 г. На 9 февруари 2007 г. Илхам Алиев подписа заповед за деклариране на „Година на младостта“ в Азербайджан през 2007 г. През 2007 г. Азербайджан беше домакин на международната конференция „Младеж за алианса на цивилизациите“, организирана от Фондация „Младежки форум за диалог и сътрудничество“ на Ислямската конференция, от Фондация „Хейдар Алиев“, Програмата на ООН за развитие, Съвета на Европа и ИСЕСОС. На 19 декември 2011 г. Илхам Алиев подписва указ за създаване на Фондация „Младеж“ под ръководството на президента на Република Азербайджан, който възнамерява да окаже подкрепа на младежките инициативи. На 15 септември 2017 г. Илхам Алиев подписа заповедта за приемане на държавната програма „Азербайджански младеж 2017 – 2025“

### Екологична политика
На 24 март 2006 г. Илхам Алиев подписва заповед за приемане на „Национална стратегия и план за действие за опазване и устойчиво използване на биологичното разнообразие в Република Азербайджан“. 10 години след това на 3 октомври 2016 г. той подписа друг Наредба за одобряване на „Националната стратегия за опазване и устойчиво използване на биоразнообразието в Република Азербайджан за 2017 – 2020 г.“. На 8 юли 2008 г. Илхам Алиев подписа указ за одобрение на „Стандарти за вибрации и шум замърсяване, което оказва неблагоприятно въздействие върху околната среда и човешкото здраве.“. На 16 октомври 2009 г. на разширеното заседание на кабинета на министрите относно резултатите от социално-икономическото развитие през девет месеца на 2009 г. Илхам Алиев предлага да обяви 2010 година за „Година на околната среда“. Като продължение на тези мерки, четири месеца по-късно, на 18 февруари 2010 г., той председателства среща по екологични проблеми. В рамките на „Годината на околната среда“ Азербайджан председателства събитие за зелено Световно международно екологично изложение, на което присъства и президентът Алиев на 17 септември 2010 г. Той създава множество национални паркове като Национален парк Hirkan, Национален парк Altiaghaj, Национален парк Absheron, Национален парк Shahdag, Национален парк Goygol и други по негова инициатива.

### Икономическа политика
Благодарение на икономическата политика на Илхам Алиев, БВП на Азербайджан между 2003 и 2016 г. се е увеличил повече от 5 пъти, от както през 2003 г., когато президентът Алиев встъпи в длъжност, БВП на Азербайджан възлиза на 7,276 млрд. долара и е 37,848 млрд. долара през 2016 г. Данни на Световната банка. През 2007 г. 6 март Илхам Алиев подписва Указ за създаване на специални икономически зони в Азербайджан. На 20 април 2016 г. Илхам Алиев подписа указ за създаването на Центъра за анализ на икономическите реформи и комуникации. На 6 ноември 2017 г. той приема друг указ за създаване на отворена асоциация на „Азербайджанската индустриална корпорация“. Илхам Алиев участва в годишните срещи на Световния икономически форум, проведени в Давос-Клостерс, Швейцария през 2013 г., 2014, 2015, 2016, 2017, 2018. Илхам Алиев определя диверсификацията на износа като приоритет в бъдещето на националната икономика.

### Религиозна политика
На 10 януари 2017 г. Илхам Алиев със своето постановление, обявява 2017 година за Година на ислямска солидарност. По-късно същата година подписва друг указ и разпределя средства за организиране на мерки, свързани с годината на ислямска солидарност. През 2014 г., 2016 г. и 2017 г. Илхам Алиев подписва три заповеди за финансова помощ на религиозни организации в Азербайджан. Финансовата помощ от Фонд „Президентски резерв“ бе разпределена между службата на кавказките мюсюлмани, архиепископа Баку и Азербайджан на Руската православна църква, Общността на планинските евреи, Общността на европейските евреи, Апостолската префектура на Римокатолическата църква и Християнската общност Албан-Уди. През 2014 г. и 2015 г. Илхам Алиев одобрява две заповеди за „Допълнителни мерки за укрепване на насърчаването на религиозната култура, толерантността, междурелигиозния и междукултурния диалог в Азербайджан“. Според Заповедите 3 милиона манати (общо 6 милиона) и Фонд за развитие на религиозната култура от Фонд „Президентски резерв“. На 17 юли 2015 г. Илхам Алиев отпуска 3 милиона манати от Фонд „Президентски резерв“ за възстановяване на религиозни исторически и културни паметници в Азербайджан.

### Национална концепция за развитие „Азербайджан 2020: Визия за бъдещето“
„Азербайджан 2020: Визия за бъдещето“ е концепция за национално икономическо развитие, която се смята за една от основните стратегически инициативи на Илхам Алиев за по-нататъшното развитие на страната. Съответният указ за подготовката на това понятие бе подписан от него на 29 ноември 2011 г., а самата концепция е приета на 29 декември 2012 г. с негов друг указ. Концепцията предвижда мерки и действия за развитие на различни сфери на икономиката и увеличаване на общественото благосъстояние до 2020 г. В своите съобщения за доброволен доклад на Азербайджан относно изпълнението на целите за устойчиво развитие на ООН понятието „Азербайджан 2020: визия за бъдещето“, формулирана от Илхам Алиев, бе описано като стратегия, която отразява по-дългосрочни национални стремежи и възможности за инвеститорите и ключови предизвикателства по пътя към постигането на тези цели. Подобен подход беше отбелязан в доклада, изготвен за Световния икономически форум 2015 г. и публикуван в списание „Външни работи“. Специализираното икономическо списание „The Business Year“ оцени резултатите от концепцията, инициирана от Илхам Алиев като разумна стратегия, която планира да осигури национални икономически интереси на Азербайджан.

### Стратегически пътни карти за националната икономика
Президентът Илхам Алиев подписва указ, одобряващ „Стратегическите пътни карти за националната икономика и основните икономически сектори“ на 6 декември 2016 г. На 16 януари 2017 г. Илхам Алиев се среща с Доминик Бартън, световен управляващ партньор на McKinsey & Company, който предприе подготовката на стратегическите пътни карти в рамките на Световния икономически форум в Давос.

### Реформи в публичната администрация
Президентът Илхам Алиев редовно подчертава, че управлението и антикорупционните реформи са приоритет на държавната политика и затова правителството му предприема административни стъпки и институционални мерки. След своето председателство през 2003 г. Илхам Алиев приема 5 антикорупционни политически документи за реформи в публичната администрация за следващите години: 2004 – 2006 г. (Държавна програма за борба с корупцията), 2007 – 2011 (Национална стратегия за укрепване на прозрачността и Борба срещу корупцията), 2012 – 2015 (Национални планове за действие за борба с корупцията и насърчаване на отвореното управление) и 2016 – 2018 (Национален план за действие за насърчаване на отвореното управление). На 3 март 2004 г. Илхам Алиев подписа указ за прилагане на Закона за борба с корупцията, създаде специализирана дирекция „Антикорупция“ към Главна прокуратура и в същия декрет инструктира изготвянето на статут на друга структура – Комисия за борба с корупцията, специализирана в превенцията на корупцията. Следователно, на 1 юни 2005 г., Илхам Алиев подписва заповед за прилагане на Закона за приемане на посочения Устав. С цел засилване на предприетите мерки в областта на борбата с изпирането на пари и борбата с тероризма, Илхам Алиев приема Национален план за действие (2017 – 2019) за борба с прането на пари и борбата срещу финансирането на тероризма на 18 ноември 2016 г.

### Енергийна и транспортна политика
Илхам Алиев многократно изтъква значението на развитието на Южния газов коридор и железопътната линия Баку-Тбилиси-Карс на заседанията на кабинета на министрите в публичните си изявления и изразява ангажимента на Азербайджан към тези проекти. През юни 2012 г. бе подписано междуправителствено споразумение по проекта ТАНПА от Илхам Алиев и турския премиер Реджеп Тайип Ердоган. Проектът ТАНПА стартира на 17 март 2015 г. от президента Алиев, турския президент Реджеп Тайип Ердоган и грузинския президент Гиорги Маргвелашвили в Карс. Проектите TAP и TANAP, които са неразделна част от Южния газов коридор, се подкрепят от Консултативния съвет за Южен газов коридор, одобрен от президента Алиев и вицепрезидента на Европейската комисия Марош Шефчович през ноември 2014 г. През януари 2013 г. в Баку, Илхам Алиев, заедно с председателя на Европейската комисия Жозе Мануел Барозу, подписват съвместна декларация за доставянето на газ от Азербайджан до Европа. Илхам Алиев участва на официалната церемония по откриването на Баку-Тбилиси-Карс (BTK) на 30 октомври 2017 г.

#### Международни спортни събития
Илхам Алиев е президент на Националния олимпийски комитет на Република Азербайджан от 1997 г. насам. По време на неговото председателство на Националния олимпийски комитет Азербайджан е домакин на някои международни спортни събития като 1-ви Европейски игри, 4-та Ислямска Солидарност и 42-рата Олимпиада по Шах.
На 8 септември 2015 г. Илхам Алиев подписва заповед за създаване на организационния комитет за Ислямска солидарност в Баку 2017, след решението на Общото събрание на Спортната федерация на ислямската солидарност през 2013 г. Игрите продължават от 12 до 22 май 2017 г., а всички участници в спортните федерации за ислямска солидарност взимат участие в нея.
На 17 януари 2013 г. президентът Алиев подписва заповед за създаване на Организационен комитет на първите европейски игри. Вследствие на решението на Европейския олимпийски комитет да даде това събитие на Баку на 41-вото му Общо събрание, проведено на 7 – 8 декември 2012 г. в Рим. Европейските игри бяха проведени с участието на почти 6000 спортисти от 50 държави, които се състезаваха в 20 спорта от 12 до 28 юни 2015 г.
На 14 февруари 2013 г. Илхам Алиев подписва заповед за създаване на Организационен комитет на 42-рата Олимпиада по шах, след решението на 83-тия конгрес на ФИДЕ да организира олимпиадата в Азербайджан. Игрите продължават от 1 до 16 септември 2016 г. в Баку, Кристал Зала с участието на 1587 състезатели, представляващи 175 страни в открити и 138 страни по време на женското събитие.

## Критики

### Твърдения за корупция
Илхам Алиев е обвинен за корупция според разследванията и проучванията, проведени от няколко международни НПО и медийни структури. През 2012 г. проектът за докладване на организираната престъпност и корупцията (OCCRP) нарича Илхам Алиев корумпираният за годината. Според ОКДПП „има много добре документирани доказателства, които доказват, че в продължение на много години семейството на Алиев системно задържа акциите в най-печелившите фирми: банки, строителни и телекомуникационни компании, добив на злато и други депозити.“.
Според „Вашингтон пост“, азербайджанци със същите имена като трите деца на Илхам Алиев притежават недвижими имоти в Дубай на стойност от около 75 милиона долара от 2010 г.
Журналистката Хадиджа Исмаилова, която работи за радио „Свободна Европа / Радио Свобода“, финансирана от правителството на САЩ, въз основа на журналистически разследвания, участвала в проекта с OCCRP, заявява, че семейството на Алиев контролира някои компании като „Azerfon“, „Azenco“, а също така и активи на стойност 3 млрд. долара в най-големите азербайджански банки.
Разследването на Международния консорциум за разследващи журналисти показа, че семейство Алиев (Илхам и Мехрибан Алиев и техните дъщери: Лейла и Арзу) притежават най-малко четири офшорни компании, пряко свързани с Хасан Гозал – собственик на строителна компания, която извършва поръчки в Азербайджан за 4,5 милиарда долара. ICIJ отбелязва, че членовете на семейството никога не са декларирали офшорни компании на Aliyevs, а Илхам и Мехрибан Алиев нямат и законно право да откриват офшорни компании, и когато тези компании бяха отворени, бяха предприети мерки за прикриване на истинските собственици. При регистрирането на компаниите дъщерите на Алиев посочват имоти на стойност около 6 млн. Долара. Централната избирателна комисия на Република Азербайджан не отговори на въпросите относно наличието на информация за офшорните компании в декларациите на Илхам и Мехрибан Алиев. Азербайджан заяви, че не вижда нищо необичайно във факта, че имената на членовете на президентското семейство са споменати в бизнес дейностите: „Всеки от тях, подобно на всеки гражданин на Азербайджан, има право да да се занимавате с бизнес. Както възрастовите, така и другите критерии им позволяват да го направят в съответствие със закона.“ През 2012 г. CNBC засне филма Filthy Rich за корупцията в ромските семейства, включително семейство Алиев. Изследването на шведската телевизия показа, че офшорните компании, контролирани от Алиев, са получили от шведската телекомуникационна компания „TeliaSonera“ фактически подкуп под формата на акции на клетъчния оператор „Azercell“ в размер на 600 – 700 милиона долара от 2005 г.), който е закупен само за 6,5 млн. долара.
В резолюция от 10 септември 2015 г. Европейският парламент призова властите на ЕС да извършат задълбочено разследване на твърденията за корупция срещу Илхам Алиев и членовете на неговото семейство.

#### Икономическа политика
Други проучвания са във връзка с икономическата политика, която Алиев води, тъй като някои анализатори и политици твърдят, че понижението на цените на петрола и свързаните с него икономически сътресения на световните пазари показват, че икономическата политика на Илхам Алиев е довела до зависимостта на Азербайджан от петрол и газ. Те твърдят, че правителството не успя добре да управлява икономическата криза и че политиката на Алиев не обещава да реши предизвикателствата в икономиката. Критиците също не приветстваха заемането на активи от международни финансови институции като средство за решаване. Илхам Алиев и неговият кабинет бяха обвинени в обезценяване на азербайджанската валута. Въпреки това, вследствие на промените и неотдавнашните икономически данни, те показват, че осъществените реформи и прилаганите политики са осъществени навреме и ефективни по отношение на намаляването на отрицателното въздействие от падащите цени на петрола. Доказателство за правотата на критиците на стопанските политики на Алиев е факта, че понастоящем Азербайджан е с по-нисък БВП на глава от населението по паритет на покупателната способност от всичките си съседи по суша и море, в това число и подложената на десетилетна блокада от Турция, по-военнизирана и бедна на природни ресурси Армения и намиращият се под 45 годишни западни санкции Иран, въпреки че спрямо жителите си Азербайджан добива повече нефт от Русия.

## Противоречия

### Репатрирането на Рамил Сафаров
През 2012 г. Алиев убеждава унгарското правителство да прехвърли осъдения убиец Рамил Сафаров в Азербайджан, за да завърши остатъка от неговия затвор.
Докато посещава курс по английски език, спонсориран от НАТО, Сафаров убива арменски лейтенант, който също води курса, Гургън Марргариан, докато Маргариан спи. Сафаров признава, че е извършил престъплението и се е предал на полицията. Сафаров оправдава своя акт, позоваващ се на арменските жестокости и потисничеството срещу Азербайджан по време на конфликта за Нагорни Карабах между двете страни през периода 1988 – 94 г. Сафаров е бил съден и осъден на доживотен затвор в Унгария. Въпреки това, след екстрадирането си в Азербайджан, Сафаров е приветстван като герой. Властите на Азербайджан премахват наказанието на Сафаров и той е опроверган в съответствие с член 12 от Конвенцията за трансфера на осъдения. Той е повишен до степен на майор и е получил апартамент и осем години назад заплащане, покривайки времето, което е прекарал в затвора.

#### Изявления за Армения и областта Нагорни Карабах
Малко след като хиляди хора от Азербайджан се събират, за да честват масовото убийство, извършено от арменците 20 години по-рано, президентът Алиев публикува на официалния си уебсайт: „Главните ни врагове са арменците по света и лицемерните и корумпирани политици, които контролират.“ Въпреки това, според същите източници на цитиране, арменското ръководство е истинската цел на критиките на президента Алиев. По време на изказването си Илхам Алиев отбелязва: „Веднъж казах, че арменският народ не трябва да се страхува от нас, те трябва да се страхуват от собственото си ръководство“.
Конфликтът в Нагорни Карабах трябва да бъде решен в съответствие с принципите на международното право и териториалната цялост на Азербайджан според изявлението на президента Илхам Алиев. През 2008 г. Алиев заяви, че „Нагорни Карабах няма да бъде независим; позицията е подкрепена и от международни посредници; Армения трябва да приеме реалността“ и „че през 1918 г. Ереван бе предоставен на арменците. Това беше голяма грешка. Харитът на Ираван е територия на Азербайджан, а арменците са гостували там.“
На 20 септември 2017 г. на 72-рата редовна сесия на Общото събрание на ООН президентът Алиев напомня неизготвените резолюции на Съвета за сигурност на ООН относно Нагорни Карабах: През 1993 г. Съветът за сигурност на ООН прие 4 резолюции, изискващи незабавно и безусловно изтегляне на арменските войски от територия на Азербайджан. Армения в продължение на 24 години игнорира резолюциите на Съвета за сигурност на ООН и за съжаление не е наказана за това. В някои случаи резолюциите на Съвета за сигурност на ООН се изпълняват в рамките на дни. В нашия случай е 24 години, а резолюциите не се изпълняват. Това е подход с двоен стандарт. Този подход е неприемлив. „Той отново подчерта значението на международното право за разрешаване на конфликта:“ Конфликтът между Армения и Азербайджан в Нагорни Карабах трябва да бъде решен въз основа на международното право и съответните резолюции на Съвета за сигурност на ООН. Териториалната цялост на Азербайджан трябва да бъде напълно възстановена.

## Отличия
Носител на „Grand Prix“ награда „Личност на годината 2009“ (Русия);
- Лауреат „приятел на журналистите“;
- „Човек на годината“ от Balcanii şi Europa – списание (Румъния);
- Почетен професор на Държавния университет на Туркменистан;
- Почетен професор на Държавния университет на Беларус;
- Почетен професор на Московския държавен университет (2008 г.);
- Почетен професор на Националния университет (Казахстан);
- Почетен професор на Университета за национално и световно стопанство (България);
- Доктор хонорис кауза на Линкълн университет (САЩ);
- Доктор хонорис кауза на Московския държавен университет за международни отношения;
- Доктор хонорис кауза на университета Билкент (Турция);
- Доктор хонорис кауза на Националната академия за данъци (Украйна);
- Доктор хонорис кауза на Кунг Хи университет (Южна Корея);
- Доктор хонорис кауза на Университета Йордания (Йордания)
- Почетен доктор на социалните науки на Корвин университет (Унгария);
- Доктор хонорис кауза на Киевски национален университет на (Украйна).